# 독일의 교육

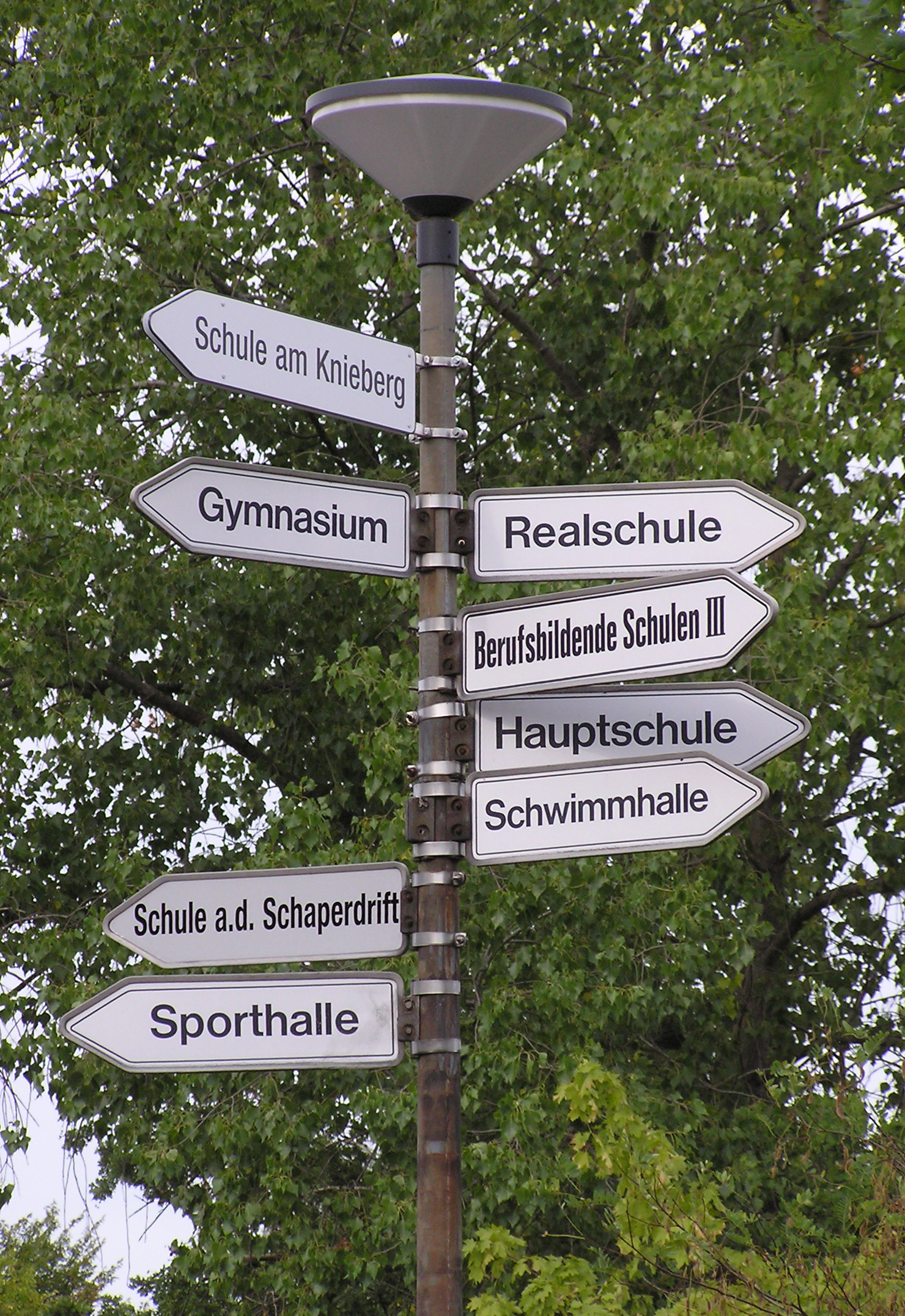
독일의 한 학교 복합시설에 학교 유형이 공존하는 형태의 표지

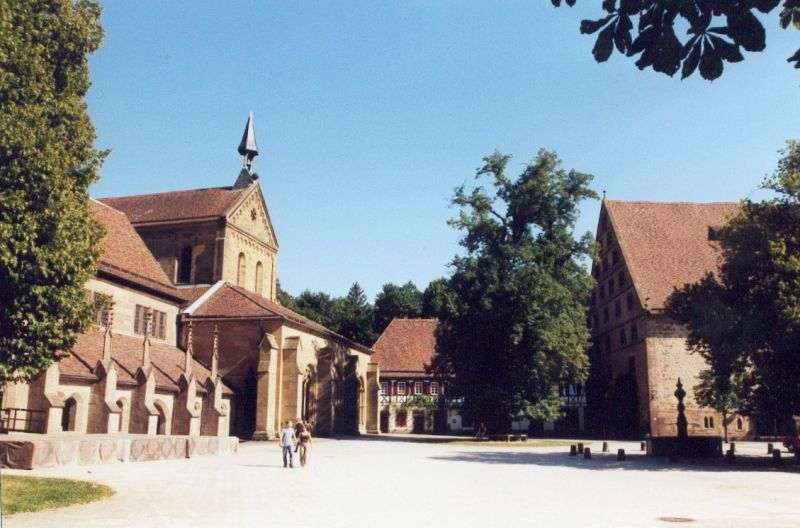
마울브론과 블라우베렌의 복음주의 신학교(교회와 안뜰을 보여주는 그림)는 결합된 체육관을 형성하는 기숙학교.

이 글은 독일에서 이루어지는 교육을 설명한다.
독일에서는 3살이 되면 유치원에 갈 수 있다. 유치원은 의무 교육 과정이 아니다. 6살이 되면 초급 학교(Grundschule)에 가게 된다. 초급 학교 과정은 4년이며 의무 교육 과정이다. 초급 학교 과정이 끝나면 상급 학교로 진학하게 되는데, 이때 학생의 능력과 취향에 따라 9년 과정의 김나지움(Gymnasium), 6년 과정의 레알슐레(Realschule), 5년 과정의 하웁트슐레(Hauptschule)를 선택할 수 있다.
그런데 재미있는 것은 어린이가 초등 학교를 졸업하고 상급 학교로 진학해야 할 때쯤 되면 담임 선생님이 이 아이는 성격이나 지능을 감안해서 어느 상급 학교를 택하는 것이 좋을 것 같다는 의견을 제시하는데, 거의 대부분의 학부모들이 이 의견에 따른다는 것이다.
김나지움은 과정을 수료하고 졸업 시험에 성공적으로 합격하면 아비투어(Abitur)라는 학력 증서를 받게 된다. 이 증서는 해당인이 전인교육을 받았으며 앞으로 어떠한 전문 교육도 받을 능력이 있다는 증서이다. 이 증서를 받은 사람은 자연과학이나 인문과학 분야 대학에 아무런 제약 없이 진학할 수 있는 자격을 얻게 되며 자격은 평생 유효하다. 그러나 아비투어를 하고도 대학에 진학하지 않는 사람들이 많다.
레알슐레는 과정을 수료하고 졸업 시험에 성공적으로 합격하면 미틀러레라이페(Mittlere Reife)라는 학력 증서를 받게된다. 이 증서를 가진 사람은 대학 진학은 못하지만 일반 교양 지식을 가진 사람으로서 사무직이나 행정직(예를 들어 은행원, 경찰, 공무원, 비서, 이공계 기능직 등의) 직업을 배운 후 업무를 수행할 능력이 있다는 증서이다. 레알슐레 졸업 후 김나지움에 편입하여 아비투어를 할 수 있다.
하웁트슐레는 과정을 수료하고 졸업 시험에 성공적으로 합격하면 하웁트슐압슈르스(Hauptschulabschluss) 증서를 받게 되는데, 이 증서는 직업을 배우기 위한 최소한의 학력은 소지하고 있다는 증서이다. 이 증서는 직업을 배우기 위한 최소한의 전제 조건이다. 물론 하웁트슐레 졸업 후
레알슐레로 편입하여 미틀러레 라이페(Mittlere Reife)를 할 수 있다.
독일 교육의 감독 책임은 기본적으로 각 주에 있으며 연방정부의 역할은 그다지 크진 않다.
만 6세의 어린이는 선택 과정인 유치원 교육을 받는다. 이후의 9년에서 13년의 교육은 강제적이다.

## 역사
제2차 세계대전 후 미·소·영·프 4개국의 점령하에 놓여 있던 독일이 1949년 동·서독으로 분열되고 미·영·프의 점령구가 독일 연방공화국으로 독립하였다.  점령군의 지령을 비롯한 여러 가지 교육개혁이 제기되었으나 이렇다 할 효과적인 것이 없이 교육개혁이 단행되지 못하였던 이유는 다음과 같다.
① 분할 점령되어 있었기 때문에 점령국들이 서로 자기 나라의 입장에 서서 개혁을 추진했다.
② 전통적으로 교육제도 자체가 주(州)에 따라 달랐다.
③ 점령군에게 있어서, 독일문화의 전통은 존경 대상이었다는 점 등을 들 수 있다.
특히 ③에 있어서, 미국의 대독 교육사절단이 제시한 보고서를 보면 '고대의 그리스나 로마를 제외하고, 독일만큼 우리들 문명의 공통적인 재보(財寶)를 위해 기여한 국가는 없다.'라는 전문(前文)이 있는데, 이것은 그들이 독일문화에 대해 얼마나 큰 존경심을 갖고 있었나를 말해주는 것이다.
전후 20년 동안의 교육은, 교육에 있어서의 질서회복과 연방적 입장에서의 교육제도 통일에 역점이 두어졌으나, 연방정부에는 교육부가 없었기 때문에 각 교육부장관으로 구성되는 교육부장관회의가 설치되었다. 또한 연방의 내무부장관과 교육부장관회의의 자문기관으로서는 독일 교육제도위원회가 설치되었다. 독일 교육제도위원회의 학제 개혁안 '라멘 플랜'(1959년)은 각 주의 교육개혁의 모델이 되었고, 이에 대해서 독일 교원조합은 '브레멘 플랜'(1960년)을 제시하였으나, 당시의 개혁은 '함부르크 협정'(1964년)을 기조로 하여 진행되었다. 1965년에는 연방과 각 주에 의하여 독일 교육심의회가 설치되어 교육제도의 발전계획 작성이나 그 밖의 여러 개혁제안이 행해지고 있다. 특히 1970년 4월에는 '교육제도의 구상'이 동 심의회에 의해서 제시되었다.  나아가 1969년에는 연방연구과학부가 개편되어 연방교육·과학부가 설치되었다고는 하나, 교육에 관한 권한은 주의 권한으로 되어 있기 때문에 학교제도는 다양하지만, 이를 크게 나누면 전통적인 제도와 통일적인 제도로 나눌 수 있다.

## 전통적 학교제도와 통일적 학교제도
전통적 학교제도라 함은, 바이마르기 이래의 이른바 복선형 학교체계를 계승한 것으로서, 4년제 초등학교를 수료한 다음의 3개 코스, 즉 김나지움(9년)·레알슐레(6년)·하우프트슐레(5년)로 나뉘는 제도인데, 진학자의 비율은 김나지움 75%, 레알슐레 17%, 하우프트슐레 8%로 되어 있다. 통일적 학교제도는, 6년제 초등학교 위에 각기 전통적 학교제도의 김나지움에 해당하는 인문 코스, 레알슐레에 해당하는 실업 코스, 하우프트슐레에 해당하는 직업 코스로 나뉘어 있다. 이 제도는 베를린·함부르크·브레멘의 3개 도시주(都市州)에서만 채택되고 있다. 양자의 기본적 차이는, 초등학교의 연한 및 초등학교에 이어지는 3개의 코스가 독립적으로 존재하는가, 아니면 통일적으로 존재하는가에 달려 있다. 한편 전자보다는 후자가, 코스 사이의 이행가능성이 크다고 간주되고 있다. 그러나 김나지움인 인문 코스는 대학 진학 준비교육 기관이며 레알슐레인 실업 코스는 중급관리·중급관리직 및 중급기술자의 양성기관이고, 하우프트슐레인 직업 코스는 나머지 절대다수의 국민교육 기관으로서 기능을 발휘하고 있는 점에서는 공통점을 지니고 있다. 초등학교로부터의 3개 코스의 선발은 종래에는 1-2주 간의 시험수업 형식으로 행해졌으나, 근년에는 2년제의 지도과정 내지는 관찰과정의 제도가 초등학교 4년 후에 설정되어 있어, 선발의 공정성, 적정성이 꾀하여지고 있다.

## 의무 교육
의무교육은 보통교육의무와 직업교육 의무의 두 가지가 있는데, 전자는 9세에서 8년 동안 모든 국민에게, 후자는 보통교육 의무를 수료한 후에 전일제학교(全日制學校)에 진학하는 학생 내지는 20세까지의 근로청소년에 대하여, 3년 간의 '주간정시제(주 1-2일)' 의무로서 과하여지고 있다. 직업교육의무는 직업학교에서 이행하는데, 이 제도는 독일을 비롯한 독일어권(스위스·오스트리아)에서 볼 수 있는 교육제도상의 특색이라고 할 수 있다. 이처럼 보통교육의무 이외에 직업교육이 의무화된 것은 지금으로부터 50여 년 전인 1939년의 일이다. 이 직업학교는 국민의 거의 대부분을 흡수하는, 층이 매우 광범한 것이며, 독일의 뛰어난 과학기술 수준을 지탱하는 광대한 저변부분을 구성하고 있다고 할 수 있다.

## 교육 제도
학년은 8월 1일에 시작되는데, 신학기는 9월이며, 수업은 대개 오전 중에 끝난다. 주 6일제를 원칙으로 하고 있지만, 최근에는 5일제 학교도 점점 늘어나고 있다. 학교 규모는 작으며, 단급(單級)·두 학급 학교가 많다. 한 학급 당 학생수는 평균 30명이며, 교원은 크게 부족한 실정인데, 교원 한 사람당 의무수업 시간수는 초등교육에서 29시간, 중등교육에서 24-28시간이며, 고령의 교사(60세, 65세)에게는 수업 시간수가 두 시간쯤 감소된다. 교장도 반드시 수업을 담당하도록 되어 있다.  수업은 초등교육인 저학년에서는 합과교수(合科敎授)가 많으며, 학년이 높아짐에 따라서 교과별로 되어 간다. 한편 종교교육은 정규교과로서 주 2-4시간이 배당되고 있다. 교과서는 검정제를 택하며, 대여제이고, 성적평가는 숫자에 의한 6단계제이다. 숙제는 매일 있지만, 휴일 전날에는 없기 때문에 토요일과 여름방학 동안은 숙제가 없다. 한편 최근 경향으로는 초등·중등교육 수준에서의 어학, 특히 프랑스어 및 영어가 중시되고 있어 수업은 프랑스어와 독일어의 반반으로 한다든가, 영어나 프랑스어만으로 하는 학구가 생기고 있다.  대학은 교회대학을 제외하고는 모두 국·주립이며, 1974년 현재 54개교(종합대학 29, 공·의과대학 등 단과대학 10, 기타 교육·체육·예술 등의 고등교육기관)가 있는데, 학생수는 30만명이며, 종합대학은 지난 10년간 10개교 이상이 신설되었고, 현재도 증가일로에 있다. 새롭게 설립된 대학은 모두 개혁적인 여러 조치를 취하고 있는데, 그 중에서도 특히 루르 공업지대의 보훔 대학교나 빌레펠트 대학교, 스위스와의 국경지대에 있는 콘스탄츠 대학교 등은 독특한 개혁실험으로 널리 알려져 있다. 1957년에 설립된 학술심의회는 강력한 권고로써, 대학제도의 확충과 개혁에 큰 추진력이 되어 왔다.  대학 입학시험은 없으며, 아비투어를 얻은 자는 희망하는 대학에 진학할 수 있을 뿐 아니라 전학도 자유롭다. 김나지움 졸업생 외에도 대학진학의 기회를 열어 주기 위해 '제2의 교육의 길'이 제도화되어 가고 있다.

## 교육 개혁
전통과 혁신의 조화를 기조로 하고 있는 개혁은, 처음에는 지지부진했으나 최근에는 그 템포가 매우 빨라지고 있다. 1970년 4월, 독일의 교육심의회는 앞서 말한 바와 같이, '교육제도의 구상'을 공표했기 때문에 금후의 개혁은 이에 따라 진행될 것으로 생각된다.
골자를 들어보면 다음과 같다.
① 취학 전(3, 4세)의 교육의 확대
② 5세 아동의 입학
③ 기초학교의 개편
④ 의무교육 연한의 1년 연장(10년으로)
⑤ 모든 학생들에게 질이 높은 중등교육증을 줌
⑥ 후기 중등교육의 전문분화(專門分化)
⑦ 직업교육기관을 거친 여러 학생들에게 대학진학의 기회를 넓혀 줌
이들 목표를 달성하기 위한 다음과 같이 연차계획이 공표되었다.
① 5년 이내에 의무교육을 10년으로 한다.
② 10년 이내에 3, 4세 아동의 75%를 유치원에 수용한다.
③ 10년 이내에 5세 아동 입학을 실현한다.
특히, 독일 교육심의회의 지지를 얻어 현재 실험단계에 있는 하나의 시도로서 추진되고 있는 종합제학교(綜合制學校：Gesamthochschlue)의 설립이 주목되고 있다. 여기에는 여러 형태가 있는데, 모두 전통적인 독일의 학교제도상에 있어서의 여러갈래를 제거하고, 이를 통일화의 방향으로 진행함과 동시에 학생의 능력이나 흥미에 맞는 교육의 다양화를 꾀하는 일에 중점을 두고 있다.

### 대학제도의 개혁
대학제도의 개혁도 급속히 진행되고 있으며, 특히 헌법개정에 의해 연방정부가 대학제도에 관한 대강령작성(大綱領作成)의 권한을 얻고, 나아가 연방과 각 주가 협력하여 대학의 확장과 신설을 담당하도록 정해졌다. 이와 같은 연방권한의 확대 밑에 연방의 교육·과학부(敎育·科學部)가 대강적(大綱的)인 대학법을 제정하려 하며, 한편 각 주도 각기 대학법을 정하여 대학개혁을 열심히 추진하고 있다. 대학제도의 재편성으로 주목받고 있는 것은 종합제대학(Gesamthochschule)의 구상인데, 이것은 각종 고등교육기관을 통일화하든가, 아니면 그 협력관계를 강화하는 테두리에서, 증대하는 고등교육에의 수요와 제도의 발전에 대응(對應)시키려고 하는 것이다.

## 교육의 종류

### 사교육
개인이 의사결정의 주체가 되어 이루어지는 교육으로, 공교육에 대비되는 개념이며, 공교육과 구별되는 사적 영역에서 이루어지는 교육을 일컫는다. 개인에게 행해지는 사적 교육에 대한 친권이나 학습자의 학습권은 헌법에서 보장하는 인간의 행복을 추구하기 위한 기본권의 중요한 부분이 된다. 위에서 말한 것처럼 공적 준거에 따라 이루어지는 공교육과 달리, 사교육은 다양한 형식과 형태를 갖게 되며 그 내용 또한 각 개인의 교육적 필요를 반영하여 사교육이 행해지는 사회의 따라서 다양성을 갖게 된다.

### 역사 교육
독일은 지난 20세기에 제2차 세계 대전의 추축국이었던 경력을 가지고 있고, 현재 독일 사회에서 그 전쟁 범죄에 대한 교육을 하고 있다.
제2차 세계 대전 동안 나치 독일은 유대인을 말살 시키려는 목적으로 홀로코스트를 자행한다. 또한 나치 독일은 유대인 외에도 공산주의자, 동성애자, 집시, 장애인, 소련의 전쟁 포로, 프리메이슨, 여호와의 증인 등 여러 ‘원치 않은 부류’를 유대인과 함께 학살하였다. 이들 중 거의 대부분은 집단 강제 수용소에 옮겨져 강제노동으로 동원된 후 조직적으로 학살 되었다.
이 전쟁 범죄의 역사를 독일은 독일 국민들에게 객관적으로 가르친다. 독일은 대한민국과 달리 독일 교육연구부 교육부에서 지정 역사 교과서를 따로 편찬하지 않고, 각 학교와 지방, 교사들에게 역사 교육의 자율권을 보장한다. 이에 따라 독일에는 많은 역사 교과서가 있지만, 대부분의 교과서들은 교육부 역사 교육 지침을 따른다. 특히 이들은 나치 정권에 대한 내용을 자세하게 서술한다.
나치 정권을 다루는 독일의 역사교과서들은 히틀러의 등장부터 나치즘의 핵심 사상인 나치즘, 반유대주의를 기술하고 전체주의, 그리고 제 2차 세계대전 등을 차례대로 짚어 나간다.